# Helloween
Helloween je njemački power metal sastav osnovan početkom 80-ih, a osnovali su ga članovi dvaju sastava: Ironfist i Powerfool. Helloween se smatra jednim od pionira power metala.

## Povijest
Prvu postavu su činili Kai Hansen (vokali i gitara), Michael Weikath (ritam gitara), Markus Grosskopf (bas-gitara) i Ingo Schwichtenberg (bubnjevi). Godine 1984. sastav je potpisao ugovor s diskografskom kućom Noise Records i snimio dvije pjesme se sastavima Hellhammer, Running Wild i Dark Avenger. Te dvije pjesme su bile "Oernst Of Life" i "Metal Invaders" koja je kasnije završila na prvom studijskom albumu. 
Godine 1985., sastav izdaje EP Helloween, sadržavao je pet pjesama. EP je postigao određeni uspjeh u Njemačkoj i iste godine su izdali svoj prvi studijski album Walls of Jericho. Tijekom turneje Kai Hansen je imao poteškoća pjevajući i svirajući gitaru istovremeno, njegov zadnji pjevački nastup je bio 1986. godine te je odlučio samo svirati gitaru. Helloween je bio u potrazi za novim pjevačem. 
Prvi u odabiru je bio Ralf Scheepers, koji je kratko pjevao za Helloween na "Judas" mini-turneji. Scheepers odlazi (kasnije je pjevao za Gamma Ray, Tyran' Pace, a trenutno pjeva za Primal Fear), a sastav nalazi tada 18 – godišnjeg Michaela Kiskea, koji je u to vrijeme pjevao u lokalnom sastavu zvanom Ill Prophecy. S novim pjevačem sastav izdaje 1987. godine svoj drugi studijski album Keeper of the Seven Keys, Part 1 i s tim albumom Helloween postiže veliki uspjeh u Europi. Godine 1988., izdaju album Keeper of the Seven Keys, Part 2, sastav tim albumom kreće na svoju prvu svjetsku turneju i postiže titulu najboljeg power metal sastava. 
Kai Hansen usred europske turneje  "Keeper 2" napušta sastav, razlog je svađa između nekolicine članovima sastava i problemi s izdvačkom kućom. Mijenja ga Roland Grapow (bivši gitarist Rampagea).
Godine 1989., sastav izdaje prvi album uživo: Live In The UK. Iste godine izlaze još dva albuma uživo: Keepers Live (snimljen u Japanu) i I Want Out Live (snimljen u SAD-u). Zbog određenih problema, sastav nije na turneji sve do 1991. godine. Širila su se govorkanja o raspadu sastava, ali izdaju četvrti po redu studijski album zvan  Pink Bubbles Go Ape. Album je loše prošao s obzirom na prva tri studijska albuma, koje do danas drže za najbolje power metal albume svih vremena. Sljedeći album izdaju 1993. godine pod nazivom Chameleon. Tijekom Chameleon turneje, bubnjar Ingo Schwichtenberg prisilno napušta sastav zbog problema s drogom. Također se pojavljuju problemi između ostalih članova, Michael Weikath odbija raditi s pjevačem Michael Kiske, tako da je pjevač izbačen iz sastava. 
Helloween se vraća na scenu 1994. godine s novim izvrsnim vokalom Andi Derisom (bivši pjevač sastava Pink Cream 69). Sastavu se također pridružuje Uli Kusch na bubnjevima. Iste godine izlazi uspješni Master of the Rings, album koji ih je vratio na vrh metal scene. 
Godine 1995., sastav pogađa tragična vijest o samoubojstvu prvog bubnjara Ingoa Schwichtenberga, koji se nikada nije uspio izliječiti od svoje ovisnosti. Njemu posvećen album The Time Of The Oath izdan je 1996. godine te postaje jedan od njihovih najvećih uspjeha. Slijedila je turneja na kojoj izdaju album uživo pod nazivom High Live.
Godine 1998., sastav izdaje deveti studijski album Better Than Raw, tim albumom su pokazali da nije nestala ona žestina koju su imali 1980-ih. Dvije godine kasnije izlazi The Dark Ride, s malo više mračnijom tematikom od prijašnjih albuma. U jednom intervjuu pjevač Andi je rekao: "Helloween svira "sretniju glazbu." Odmah nakon svjetske turneje bubnjar i gitarist (Roland Grapow i Uli Kusch) odlaze iz sastava i zajedno formiraju sastav pod nazivom Masterplan. Zamjene su ubrzo pronađene, gitarist Sascha Gerstner (Freedom Call, Neumond) i bubnjar Mark Cross (Metalium, Kingdom Come, trenutno svira u Firewindu) tako je počelo snimanje sljedećeg albuma Rabbit Don't Come Easy koji izlazi 2003. godine. Zbog  mononukleoze bubnjar je snimio samo dvije pjesme, do kraja snimanja albuma na bubnjevima je bio bubnjar Motörheada: Mikkey Dee. Stefan Schwarzmann, bivši bubnjar Running Wilda, prihvaća mjesto u Helloweenu, zbog različite glazbene orijentacije nije dugo ostao u sastavu, također nije uspio savladati neke brze dijelove starih pjesama. Dolazi bubnjar Dani Loeble (Rawhead Rexx) koji je sa sastavom i danas.
Helloween je tri puta nastupao u Hrvatskoj: 6. srpnja 2004. u Zadru, 24. siječnja 2006. i 26. siječnja 2011. u Zagrebu.

## Članovi
Sadašnji članovi
- Michael Weikath – gitara, prateći vokali (1984.–danas)
- Markus Grosskopf – bas-gitara, prateći vokali (1984.–danas)
- Kai Hansen – gitara, prateći vokali (1984. – 1989., 2016.–danas), glavni vokali (1984. – 1986., 2016.–danas)
- Michael Kiske – glavni vokali (1986. – 1993., 2016.–danas)
- Andi Deris – glavni vokali (1994.–danas)
- Sascha Gerstner – gitara, prateći vokali (2002.–danas)
- Daniel Löble – bubnjevi (2005.–danas)

Dodatni glazbenici
- Jörn Ellerbrock – klavijature, glasovir (1988–2003)
- Matthias Ulmer – klavijature (2007. – 2010.)
- Eddy Wrapiprou – klavijature (2010.–danas)

Bivši članovi
- Ingo Schwichtenberg – bubnjevi (1984. – 1993.; preminuo 1995.)
- Roland Grapow – gitara, prateći vokali (1989. – 2001.)
- Uli Kusch – bubnjevi, prateći vokali (1994. – 2001.)
- Mark Cross – bubnjevi (2001. – 2003.)
- Stefan Schwarzmann – bubnjevi (2003. – 2005.)

## Diskografija
Studijski albumi
- Walls of Jericho (1985.)
- Keeper of the Seven Keys, Part 1 (1987.)
- Keeper of the Seven Keys, Part 2 (1988.)
- Pink Bubbles Go Ape (1991.)
- Chameleon (1993.)
- Master of the Rings (1994.)
- The Time of the Oath (1996.)
- Better than Raw (1998.)
- The Dark Ride (2000.)
- Rabbit Don't Come Easy (2003.)
- Keeper of the Seven Keys - The Legacy (2005.)
- Gambling with the Devil (2007.)
- 7 Sinners (2010.)
- Straight Out of Hell (2013.)
- My God-Given Right (2015.)
- Helloween (2021.)

EP-ovi
- Helloween (1985.)

## Singlovi
- Judas (1986.)
- Future World (1987.)
- Dr. Stein (1988.)
- I Want Out (1988.)
- Kids of the Century (1991.)
- Number One (1992.)
- I Don't Wanna Cry No More (1993.)
- Step Out Of Hell (1993.)
- When The Sinner (1993.)
- Windmill (1993.)
- Mr. Ego (1994.)
- Perfect Gentleman (1994.)
- Where The Rain Grows (1994.)
- Sole Survivor (1995.)
- Forever and One (1996.)
- Power (1996.)
- The Time Of The Oath (1996.)
- Hey Lord! (1998.)
- I Can (1998.)
- Lay All Your Love On Me (1999.)
- If I Could Fly (2000.)
- Mr. Torture (2000.)
- Just A Little Sign(2003.)
- Mrs. God (2005.)

## Linkovi
- Helloween službena stranica